# Libra malauí
La libra malauí fue la unidad monetaria de la República de Malaui hasta el año 1971.

## Historia
Desde 1932, Malaui (posteriormente llamada Nyasalandia) utilizó la libra de Rodesia del Sur. Aunque en el año 1955 se creó una nueva unidad monetaria, la libra de la Federación Rodesia y Nyasalandia, que circuló hasta 1964, cuando se creó la libra malauí junto a la independencia de la República de Malaui. La libra estaba subdividida en veinte chelines, a su vez, cada chelín constaba de 12 peniques. La libra fue finalmente reemplazada por una nueva unidad monetaria, el kuacha malauí a una tasa de cambio de 1 libra = 2 kuachas.

## Billetes
En 1964 el Banco de Reserva de Malaui imprimió y puso en circulación papel moneda en denominaciones de 5, 10 chelines, 1 y 5 libras. Estos billetes contaban con la peculiaridad de que todas sus denominaciones poseían un retrato del primer presidente de Malaui, Hastings Kamuzu Banda, quien gobernó su país desde el 6 de julio de 1964 hasta el 24 de mayo de 1994.

## Monedas
Se acuñaron las siguientes monedas:
| Denominación           | Emisión | Material         | Forma    |
| ---------------------- | ------- | ---------------- | -------- |
| 1 penique              | 1967    | Bronce           | Circular |
| 6 peniques             | 1964    | Cuproníquel-cinc | Circular |
| 1 chelín               | 1964    | Cuproníquel-cinc | Circular |
| 2 chelines (1 florín)  | 1964    | Cuproníquel-cinc | Circular |
| 2½ chelines (½ corona) | 1964    | Cuproníquel-cinc | Circular |